# Dimitrii Donskoi (schip, 1883)
De Dimitrii Donskoi was een pantserschip van de Russische Keizerlijke Marine. Op 29 mei 1905 werd de Dimitrii Donskoi in een zeeslag met Japanse schepen tijdens de Russisch-Japanse Oorlog, in de nasleep van de Slag bij Tsushima tot zinken gebracht.

## Zoektocht
De plaats waar het schip uiteindelijk zonk was lang onduidelijk. In juli 2018 claimde de Zuid-Koreaanse bergingsmaatschappij Shinil Group het wrak van het Russische oorlogsschip Dimitrii Donskoi op een diepte van ongeveer 430 m te hebben ontdekt.

## Schat
De schat, die aan boord was van het schip zou zijn, werd geschat op 200 ton goud. Doch er bestaat twijfel of het schip zo'n kostbare cargo had.